# Selouane
Selouane (arabiska: سلوان) är en stad i Marocko. Den ligger i provinsen Nador och regionen Oriental, 400 km öster om huvudstaden Rabat. Antalet invånare var 21 570 vid folkräkningen 2014.